# FAW 토요타
FAW 토요타(영어: FAW Toyota, 중국어 간체자: 天津一汽丰田汽车有限公司, 정체자: 天津一汽豐田汽車有限公司, 병음: Tiānjīn yīqì fēngtián qìchē yǒuxiàn gōngsī)는 중국 시칭구에 본사를 둔 디이 자동차와 토요타 자동차 간의 합작 투자 회사이다.

## 같이 보기
- GAC 토요타